# フーグリー川
フーグリー川（フーグリーがわ、ベンガル語:হুগলি নদী、ヒンディー語: हुगली नदी、英語: Hooghly River）は、インドの西ベンガル州を流れる河川。ガンジス川の派川であり、デルタ地帯の最も西側を流れる大きな分流である。フーグリ川、フグリー川とも表記。

## 概要
インド東部、西ベンガル州北部にあるジャンギプルの北部でガンジス川右岸から分流し、南へ流れる。上流でバハランプル、中流でフーグリー・チュンチュラ、シャンデルナゴル、バートパーラなどの商工業都市を通り、インド東部最大の都市であるコルカタと、その対岸に位置するハウラーの間を抜ける。さらに南下して下流でダーモーダル川、ルプナラヤン川の二大支流を合わせ、ベンガル湾に注ぐ。

## 流域の地理
上流部はバーギラティ川(Bhāgirathi)と呼ばれる。この川とガンジス川の分流地点がガンジスデルタの起点であり、分流したガンジス川本流はやがてブラマプトラ川と合流し、パドマ川と呼ばれる区間となる。デルタ地帯にはガンジス川の派川が大小無数存在するが、その中で最も西に位置するフーグリー川は、16世紀から18世紀まではガンジス川の本流であったと考えられている。その後の西高東低の地盤運動により本流は次第に東方へ移り、現在のバングラデシュに存在するパドマ川及びメグナ川の河口となった。
古くからインド内陸への舟運に使われ、タムルクやコルカタといった港町が発展。特に1686年にイギリスがコルカタに商館を築いて以降はすぐれた河港として知られるようになり、16世紀前半から川に沿ってオランダ、イギリス、フランスによる進出が進み、同時に工業化が進んだ。プラッシーの戦いの後、イギリスは1773年にフーグリー川の右岸にウィリアム要塞を築いて植民地支配の拠点とし、イギリス東インド会社の本社をコルカタに設置した。現在もコルカタから上流50kmにわたる両岸はインド屈指の主要工業地帯で、州人口の約半数がこの地域に集中する。綿花、ジュート、ゴム製品、化学製品などの工場が集中し、農地では稲作が盛んである。
下流部でダーモーダル川、ルプナラヤン川が合流すると川幅が広がり、10km以上となる。河口がベンガル湾に向かって大きく開いている三角江であるために潮汐の影響を受けやすく、海嘯がみられる感潮河川である。河口にはサーガル島がある。
コルカタは河口から約140kmの位置に存在し、ここまで外洋船の航行が可能であるが、フーグリー川は季節（雨季と乾季）により水量の変化が大きく、洪水時には土砂が堆積したり流路が変わるなど自然の影響を強く受け、特に河底に堆積したシルトによる港湾機能の低下は時代の経過とともに大きな問題となっていた。そのため1974年にインド政府によりガンジス川との分流点より上流にファラッカ堰が設けられ、フーグリー川の流量を安定させ航路を確保する事業が行われた。また、1975年にはより河口に近く水深のあるハルディアに近代的設備を持つ大型港を建設し、新たな物流拠点として整備が進められた。
コルカタ付近の川幅は500mから800mほどで、産業の中心であるコルカタと鉄道の起点であるハウラーの間に架かる橋は、1980年代まではハウラー橋が唯一であった。その後は上流と下流に新たな橋が設置されている。住民向けの交通機関としては渡し舟も存在する。川岸は住民や観光客にとって憩いの地であると同時に、沐浴が行われるなどガンジス川の一部として神聖な地ともされる。

## 沿岸の主要都市
上流から記載
- ジャンギプル（英語版）
- ムルシダーバード
- バハランプル（英語版）
- カトワ（英語版）
- ナバドウィープ（英語版）
- カリヤニ（英語版）
- フーグリー・チュンチュラ
- シャンデルナゴル
- バートパーラ
- イチャプール（英語版）
- カーダハ（英語版）
- アターパーラ（英語版）
- バラナガル（英語版）
- コルカタ
- ハウラー
- ハルディア

## ギャラリー
- バラナガルを流れるフーグリー川。
- コルカタとハウラーを結ぶ第2フーグリー橋。
- バリ（英語版）付近の航空写真。
- コルカタの夕景とフーグリー川。
- コルカタの夜景とフーグリー川。
- 1880年代のコルカタ付近。